# Club Defensor Kiwi
El club Deportivo Defensor Kiwi es un equipo de fútbol, fundado el 6 de junio de 1973, en el Jr. Lucanas N°133 Armatambo. Perteneciente al Distrito de Chorrillos, del Departamento de Lima del Perú. 

## Historia
Participó en el campeonato Distrital de Chorrillos, en 1985 accedió al Octogonal del Interligas de Lima que fue ganada por la Guardia Republicana. 
En 1987 jugó la Liga Mayor de Fútbol de Lima donde ganó la Serie B de dicho certamen y ascendió así a la Segunda División de 1988, junto a Lau Chun, que había ganado la Serie A. En la Segunda División de 1988 y 1989 clasificó en la Liguilla de Promoción para lograr el ascenso a la Primera División, sin embargo fue eliminado en el proceso.
Defensor Kiwi desempeñó campañas regulares en la Segunda División Peruana de 1990 y 1991. En 1991 logra fusionarse con el Ciclista Lima Association, se crea el Defensor Kiwi-Ciclista Lima donde tomó protagonismo en la Segunda Profesional. Para la temporada 1992, el Defensor Kiwi-Ciclista Lima formó un buen equipo competitivo logrando el subtítulo. Para la temporada 1993 logra ser campeón de la Segunda Profesional y el acceso a la Primera División de 1994, ese año siguiente el club le vendió la categoría al Ciclista Lima Association. El Club Defensor Kiwi ya no participó más en los campeonatos fútbol peruano.
Después de muchos años fuera balompié peruano, el club se retoma el nombre tradicional Club Deportivo Defensor Kiwi en 2013, con el registro público N° 12058584. Vuelve a afiliarse y participar en la Liga de Chorrillos en la Tercera División desde 2013 hasta 2015. Al año siguiente, a la fecha, el club no se afilia y vuelve a competir en la Tercera División de Chorrillos. Fue uno de los equipos animadores de la tercera división de la liga distrital de Chorrillos.

## Actualidad
El equipo principal del Club Defensor Kiwi, continua desafiliado de la liga distrital de Chorrillos. No obstante, el club participa en campeonatos de fútbol máster interno, organizados por los clubes de Chorrillos y de otros distritos limeños. Se espera su regreso al fútbol distrital chorrillano.

## Uniforme

### Periodo 1981/1987
- Polo: amarillo.
- Short: verde.
- Medias: blancas.
- Chimpunes: negros.

Indumentaria principal
| Titular 1 | Titular 2 | Titular 3 | Titular 4 |

### Periodo 1988-1991
- Polo: blanco.
- Short: azul marino.
- Medias: blancas.
- Chimpunes: negros.

Indumentaria principal
| Titular 1 | Titular 2 |

### Periodo 1991-1993
- Polo: blanco con rayas negras.
- Short: blanco.
- Medias: blancas.
- Chimpunes: negros.

Indumentaria principal
| Titular 1 | Titular 2 | Titular 3 |

### Periodo 2013
- Polo: amarillo.
- Short: negro.
- Medias: negras.
- Chimpunes: negros.

Indumentaria principal